# گمینا نووه میاستو ناد وارتان
گمینا نووه میاستو ناد وارتان (به لهستانی:  Gmina Nowe Miasto nad Wartą) یک گمینا در لهستان است که در شهرستان شرودا ویلکوپولسکا واقع شده‌است. گمینا نووه میاستو ناد وارتان ۱۱۹٫۵۴ کیلومتر مربع مساحت و ۹٬۰۲۵ نفر جمعیت دارد.